# Lagerarbeitsgemeinschaft Buchenwald-Dora und Kommandos
Die Lagerarbeitsgemeinschaft Buchenwald-Dora und Kommandos  (LAG) ist ein im April 1945 gegründeter Zusammenschluss deutscher politischer Häftlinge der Konzentrationslager Buchenwald, Dora und ihrer Außenlager.

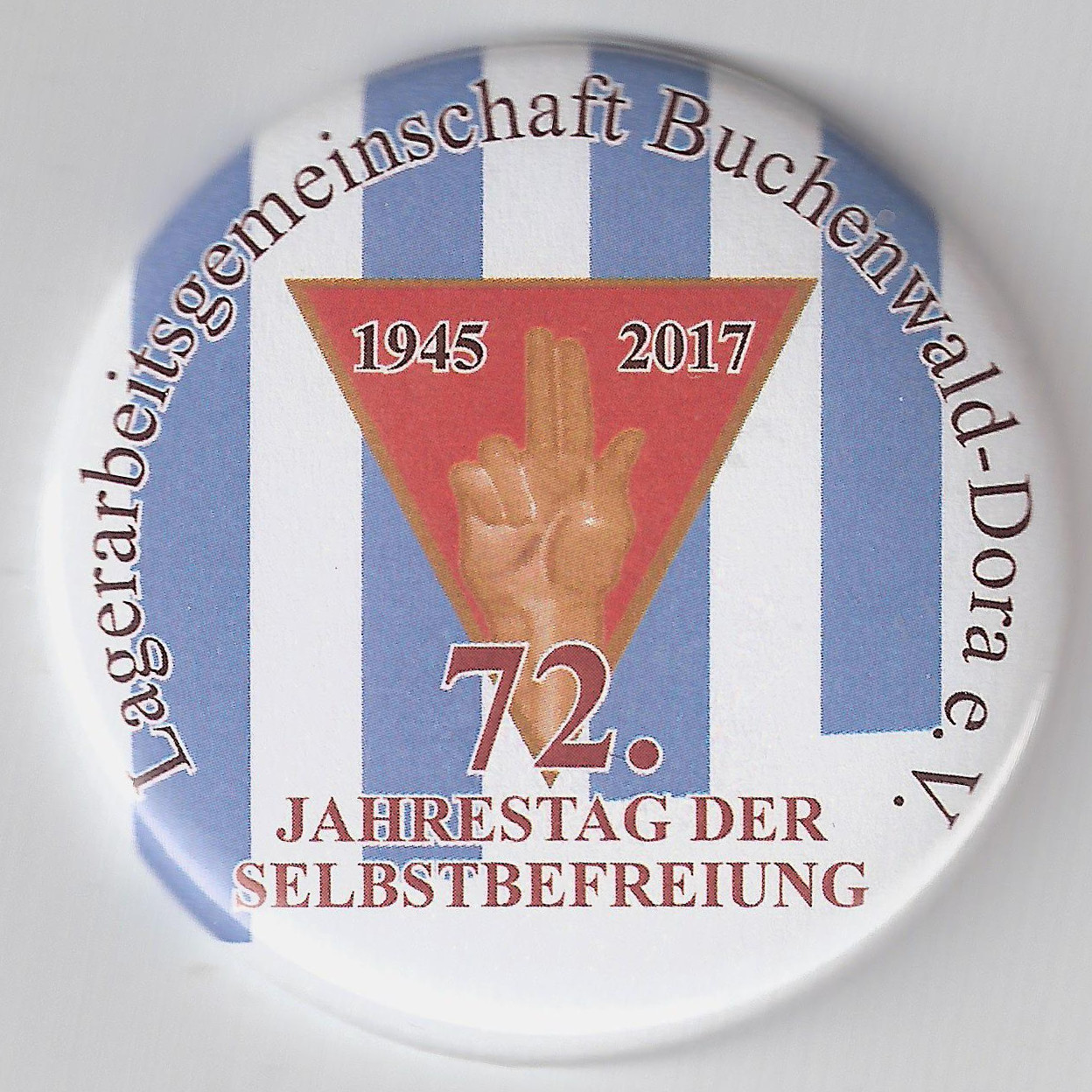
Sticker der LAG

## Geschichte
Die Arbeitsgemeinschaft entstand nach der Beseitigung der KZ-Anlage im April 1945 durch die US-Armee, die zusammen mit den Truppen der Anti-Hitler-Koalition Deutschland vom Nationalsozialismus befreit hatten. In den 1950er Jahren organisierten sich die westdeutschen Teilnehmer als „Lagergemeinschaft Buchenwald-Dora“ in der Bundesrepublik Deutschland und die ostdeutschen als „Landesarbeitsgemeinschaft Buchenwald-Dora und Kommandos“ in der DDR im Rahmen der „Komitees antifaschistischer Widerstandskämpfer“. Beide Gemeinschaften blieben kameradschaftlich verbunden und waren im „Internationalen Komitee Buchenwald-Dora und Kommandos“ vertreten. Die DDR-Teilnehmer stellten dessen 1. Vizepräsidenten.
Die westdeutsche Lagergemeinschaft gibt seit 1958 die nach der Buchenwald-Glocke Zeitschrift Die Glocke vom Ettersberg heraus. Sie wurde von den Buchenwald-Häftlingen Otto Roth, Rudi Gottschalk und Ludwig Wolf gegründet.
Herausgeber:
- Rudi Gottschalk, (1958 – 1977)
- Ludwig Wolf (1977 – 1981)
- Charlotte Wolf (1981 – 1990)
- Willy Schmidt (1991 – 2003)
- Ulrich Schneider (seit 2003)

## Gegenwart
Ihre Tätigkeit wird von dem Schwur bestimmt, den die befreiten Häftlinge am
19. April 1945 auf dem Appellplatz in Buchenwald geleistet haben.
Heute arbeiten zwei ehemalige Buchenwaldhäftlinge, deren Kinder, Enkel sowie Schüler ehemaliger Häftlinge in der LAG mit. Allen Bundesbürgern steht die Mitgliedschaft offen, wenn sie für deren Ziele eintreten:
- die Verbreitung der Wahrheit über den Terror der SS in den Lagern und der Einsatz der antifaschistischen Häftlinge für das Leben und Überleben ihrer Mithäftlinge
- die Darstellung der Tatsache, dass trotz unmenschlicher Lagerbedingungen und trotz des Terrors der SS Solidarität, lebensrettende Aktionen, mitmenschliche Hilfe und Stärkung des Widerstandswillens bis zum    bewaffneten Kampf gegen die Peiniger noch vor dem Eintreffen der US-Armee möglich waren und praktiziert wurden
- die Bewahrung und Pflege des antifaschistischen Charakters der heutigen „KZ-Gedenkstätte Buchenwald“ und der „KZ-Gedenkstätte Dora“
- die Bemühung um das Zusammengehen aller antifaschistischen und demokratischen Kräfte im Kampf gegen Fremdenhass, Rassismus, Antisemitismus und Nationalismus
- die Sammlung und Bewahrung von mündlichen, schriftlichen und künstlerischen Zeugnissen der ehemaligen KZ-Häftlinge für die Zukunft
- die Hilfe und Unterstützung für ehemalige KZ-Häftlinge, ihre Hinterbliebenen und Angehörigen zu organisieren
- die Zusammenarbeit mit anderen nationalen und internationalen antifaschistischen Organisationen zu pflegen

## Zusammenarbeit
Der Verein ist Mitglied bei der
- Vereinigung der Verfolgten des Naziregimes – Bund der Antifaschistinnen und Antifaschisten (VVN-BdA)
- Fédération Internationale des Résistants (FIR)

## Veröffentlichungen
- Koch, Heinz; Wohlfeld, Udo: Das deutsche Buchenwaldkomitee. Die Periode 1945 bis 1958.
- Peter Hochmuth, Gerhard Hoffmann (Hrsg.): Buchenwald, ich kann dich nicht vergessen
- Albert Kuntz: »Liebste Ellen …« Briefe aus der Nazi – Haft 1933 bis 1944
- Hackett, David A. (Hg.): Der Buchenwald-Report
- Horst Gobrecht: Hans Eiden. Eh’ die Sonne lacht.
- Lettow, Fritz: Arzt in den Höllen – Erinnerungen an vier Konzentrationslager, edition ost, Berlin 1997, ISBN 3-929161-92-3
- Zschocher, Gerhart: Zeichen aus dem Zuchthaus.
- Buchenwald. Ein Konzentrationslager. Bibliothek des Widerstandes.
- Willy Schmidt-Antifaschist und Gewerkschafter
- Hoffmann, Gerhard: Lebenslinien, aus dem Leben von Anna und Walter Retterath